# Георги Тотев
Георги Тотев е български революционер, деец на Вътрешната македоно-одринска революционна организация.

## Биография
Георги Тотев е роден в град Мустафапаша, тогава в Османската империя, днес Свиленград, България. Завършва българската мъжка гимназия в Одрин през 1899 година и следва физика и математика в Софийския университет. Учителства в Мустафапаша и Дедеагач, където през 1906 година е член на околийския комитет на ВМОРО. Умира през 1912 година в село Райково